# 辛錫斌
辛 錫斌（シン・ソクピン、朝鮮語: 신석빈、1909年1月24日 - 1986年6月4日）は、大韓民国の公務員、政治家。第2代韓国国会議員。本貫は寧越辛氏。

## 経歴
全羅北道井邑郡（現・井邑市）生まれ。井邑農業高等学校卒。全羅北道内務局長を経て、1950年の第2代総選挙に井邑郡甲選挙区から無所属で出馬して当選し、国会議員を1期務めた。
1950年6月の朝鮮戦争時に鐘路区の旅館に下宿していた際、北朝鮮に拉致された。1950年12月には再教育のために満浦付近に移住させられ、1951年7月に厳恒燮などと共に休戦運動を行い、即時終戦と休戦交渉を訴える文書を作成する作業に参加した。1956年7月は在北平和統一促進協議会発起人兼中央委員、1958年の年末ごろに平安北道に強制的に移住させられた。その後の動向は定かではないが、1964年7月26日からは安在鴻らと共に平壌放送に出て「拉致されたことがない」と述べた。1986年6月4日に病死したとされる。